# Onuba FC
Onuba FC fue una denominación utilizada por el Real Club Recreativo de Huelva al finalizar 1931, cuando la sociedad onubense, tras un encendido conflicto con la Federación Regional Sur, se vio instada federativamente a tomar tal decisión si quería seguir participando en competiciones oficiales. Tras la intermediación en el citado conflicto de la FEF, el club onubense, "Decano del fútbol español", modificó su denominación por la de "Onuba FC", para poder así inscribirse en la Federación de Fútbol del Oeste, compitiendo al margen de la Regional Sur. El Recreativo de Huelva utilizó esta denominación alternativa hasta 1940, fecha en la que se modifica por la de Recreativo Onuba, para ya finalmente en 1945 recuperar la histórica denominación de Real Club Recreativo de Huelva.
Durante el período trasncurrido entre 1932 y 1940 no son pocos los intentos que hace el Club para recuperar su denominación histórica, si bien todos ellos por unas causas u otras son infructuosos. Cabe resaltar que en 1936 el Club recupera oficiosamente la histórica denominación, pero el comienzo de la guerra civil da al traste con los acuerdos alcanzados
Todas estas conclusiones se sacan de los archivos del Gobierno Civil de Huelva, en el cual está inscrito el Club, conforme a la Ley de Asociaciones de 1887, quedando demostrado legalmente que el Recreativo y el Onuba FC eran la misma entidad legal fundada oficialmente en 1889, y que por tanto el Recreativo de Huelva actual es legalmente el Decano del fútbol español.

## Desencadenantes y aparición del Onuba FC

### Relación entre Recreativo de Huelva y Federación Regional Sur
Los enfrentamientos acaecidos a finales de 1931 entre el Recreativo de Huelva y la Federación Regional Sur que motivaron la aparición del Onuba FC no vienen propiciados únicamente por los incidentes del partido contra el Betis de 25 de octubre de ese año, sino que es el fruto de una relación tormentosa entre ambas instituciones desde el momento mismo de la creación de la Regional Sur en 1915.
La relación tensa vivida entre ambas instituciones da comienzo con la decisión unilatera de trasladar los campeonatos de Andalucía de football a Sevilla en 1915, fecha de constitución de la Regional Sur, más aún cuando desde 1909 había sido el propio Recreativo de Huelva el organizador de dichos campeonatos. Desde entonces no son pocos los encontronazos entre las entidades aquí referidas, teniendo como punto álgido los hechos de finales de 1931. 
El Recreativo de Huelva, al igual que otros muchos clubes nacionales de ese momento, vivían al amparo y regidos por Federaciones cuyo trato de equidad brillaba por su ausencia en la mayoría de las ocasiones.

### 25 de octubre de 1931
El 25 de octubre de 1931 se disputó en el campo del Velódromo de Huelva el partido del Campeonato Regional entre el Recreativo y el Betis. El partido era de importancia vital, ya que de haberlo ganado el equipo local habría obtenido virtualmente la segunda plaza en la clasificación y con ella el derecho a jugar el Campeonato de España, por primera vez desde 1918. Pero el resultado final favoreció al equipo visitante por 1-2, por lo que fueron los béticos quienes se clasificaron para la Copa después de terminar los partidos que les restaba por disputar. Pero más allá del resultado la noticia estuvo en el propio desarrollo del encuentro y los graves incidentes producidos durante éste. Algunas de las decisiones del árbitro, el sevillano Gutiérrez, fueron criticadas muy duramente desde la grada, quejas que según avanzó el partido se convirtieron en desórdenes graves. 
Hasta tal punto que el propio Gobernador Civil de Huelva, Sr. Cano López, decidió tomar el mando de la situación ante el eminente riesgo de un grave altercado de orden público.
Así, acercándose el final del partido, el árbitro intentó suspenderlo puesto que decía haber recibido una pedrada; ante lo que el Gobernador Civil reaccionó de forma llamativa: aceptó la suspensión pero exigiendo al árbitro que pasara un reconocimiento médico para que se certificara que en efecto había recibido tal pedrada. Curiosamente el árbitro decidió continuar con el partido que, como hemos dicho, terminó con la victoria visitante por 1-2. Los crecientes incidentes fueron justificados así por la prensa onubense: ...Desde luego, no encontramos bien la agresión personal, no es humano, pero hay que tener en cuenta el apasionamiento de una multitud que de forma desaprensiva ve que se juega con sus sentimientos. Pero la culpa de todo es de la impopular Federación Sur, cuyos mangoneadores no tienen más armas que la falsedad y la intriga, en cuyo seno la justicia hace mucho tiempo ha desaparecido...
Para poner fin a la situación el Gobernador Civil tomó una sorprendente decisión: multó con 500 pesetas tanto al árbitro del encuentro como al jugador bético Velasco acusados de generar desórdenes públicos.
Por otro lado la Junta directiva del Recreativo, indignada con la actuación arbitral, dio a conocer a la prensa local al día siguiente una decisión tajante: abandonar la Federación Regional Sur. Así aparecía en la prensa onubense 28 de octubre de 1931 y en la prensa nacional días después: ...El Recreativo de Huelva se da de baja de la Federación Sur...,.

Pero la situación, ya muy enconada dada la rivalidad entre la Federación Regional Sur y el Recreativo desde 1915, se complicó aún más cuando la Federación Sur, tras recibir el informe arbitral del partido, decidió imponerle al Recreativo una multa de 17.000 pesetas por los incidentes. 
Esta cantidad no sólo era elevadísima, sino que además era contraria al Reglamento de competiciones vigente.
Así, según se puede leer en el apartado “manifestaciones y coacciones del público”, Art. 91-94 del Reglamento de partidos y competiciones, la multa máxima que se podía imponer al Recreativo sería de 2.600 pesetas, sumando todas las acciones punibles recogidas en dicho reglamento, lo cual distaba y mucho de las 17000 ptas. impuestas en un principio.
Así pues si acaso quedaba alguna opción de que el Recreativo permaneciera bajo la disciplina de la Federación éstas se desvanecieron con la antirreglamentaria multa inicialmente impuesta, por lo que de forma definitiva la junta directiva del Recreativo confirmó su baja irrevocable de la Federación Sur y de manera indirecta, por lo tanto, de la Federación Española.
De hecho así fue informado en la reunión del Comité Ejecutivo de la FEF con fecha 16 de noviembre, según se puede leer en el acta de dicha reunión, y en la cual se notifica simplemente la baja del Recreativo, no su disolución, como erróneamente han apuntado algunas voces.
De forma paralela, algunos otros equipos titulares de provincias tales como Cádiz, Málaga y Córdoba también habían planteado la baja de la Caciquil Federación Sur, secundando al Recreativo y creando así un cisma considerable y una papeleta incómoda para la FEF, que veía como se desmoronaba la estabilidad en la zona sur.

Así pueden leerse los titulares “El Malagueño se ha retirado de la Federación?” y “El Rácing de Córdoba también se retira de la Federación” de 2 de noviembre y 19 de noviembre de 1931 respectivamente en el diario La Provincia. 
Parece que los clubes díscolos pretendían conformar una Federación Sur al margen de los equipos Sevillanos. Así puede leerse el 18 de noviembre de 1931 el siguiente titular en el diario Mundo deportivo de Barcelona: “¿Se constituye realmente otra Federación Andaluza?”. Y también en la prensa Madrileña el mismo día: “¿Una Nueva Federación Andaluza?”.

No se tiene constancia de las gestiones que se emprenderían por la Regional Sur, el caso es que finalmente estos Clubes, excepto obviamente el Recreativo, vuelven al redil de la Regional Sur, abortando así la posibilidad real de conformar finalmente una nueva Federación en el sur al margen del Betis y del Sevilla FC.
El Recre siguió jugando algunos partidos amistosos más, tras presentar la baja de la regional Sur, contra la Balompédica Linense, El Deportivo de Sevilla, y otros equipos hasta finales de noviembre de 1931.

### La "aparición" del Onuba FC
La situación de la sociedad Recreativo de Huelva a principios de diciembre de 1931, sin federación territorial alguna en la que competir, era preocupante. Además había sido la cabeza visible de un proceso de insubordinación de varios clubes andaluces para conformar una federación independiente a la Sur, cosa muy mal vista por la Nacional, y por otra la FEF no podría nunca dar la razón a un Club frente a su territorial en un caso como el del Recreativo ya que estaría poniendo en entredicho la autoridad de dicha Federación Regional respecto de sus clubes adscritos a ella. Todo ello provoca que, tal y como se deduce de diversas notas de prensa, durante esos meses de Noviembre y diciembre de 1931 se entablaran conversaciones entre la Nacional y la Sur, y la Nacional y el Recreativo de Huelva. El contenido íntegro de las mismas es desconocido, pero sí sabemos las decisiones que se adoptaron y que detallaremos en el siguiente apartado.
Fuere como fuere durante esos dos meses hubo un silencio absoluto respecto del contenido de esas negociaciones en la prensa de la época. La consecuencia inevitable de este silencio fue que las primeras referencias periodísticas sobre la aparición del Onuba F.C resultan ser confusas e incompletas, lo cual denota la información escasa y poco contrastada que manejaban los cronistas de la época. Así, el día 12 de diciembre el diario onubense La provincia rompió su silencio sobre el fútbol local con la siguiente nota: “se va a crear en Huelva una organización Local y deportiva, denominada Ónuba FC. De ella formarán los antiguos elementos del Club Recreativo y en la presente temporada actuará en el campeonato del grupo B Preferente (de la Federación Regional Sur)”. Dicha denominación se estrenó el 1 de enero de 1932 en el campo del Velódromo ante el Cataluña, al que ganó por 3-0. 
No obstante las aclaraciones mínimamente esperadas no se recogen desde la prensa local, sino desde la prensa Nacional.Así El mundo deportivo titulaba, el 2 de enero de 1932, lo siguiente: “El ex Recreativo, en plan de reorganización, jugó un gran encuentro”. Y apuntaba también que “el Onuba era el descendiente del Recreativo”..
El 14 de abril de 1933 en el diario Sport de Madrid, en relación al Onuba se dice literalmente que era el “Heredero legítimo de aquel Recreativo de Grata memoria”.
En las mismas fechas el Mundo Deportivo de Barcelona titulaba al Onuba F.C como el “antiguo Recreativo de Huelva”.
Aunque aportemos a continuación las pruebas legales definitivas conviene decir que como veremos un poco más adelante, conforme las nubes se disipaban tras la tormenta, la prensa local y Nacional iban aclarando lo sucedido, y dejaban bien claro que el Onuba F.C y el Recreativo eran la misma Sociedad. De entre todas las notas de prensa existentes queremos rescatar, por lo significativo y descriptivo de la misma, una que aparece en agosto de 1945 en el Diario Odiel, en la que el cronista hace un repaso a la historia de la Sociedad justo antes de que ésta finalmente recuperara para siempre su histórica denominación, y que en uno de sus pasajes dice literalmente así: “…a este título de Real Club Recreativo de Huelva están ligadas las más salientes victorias de nuestro fútbol local pero por vicisitudes que no es el caso recordar tuvo que ceder a disposiciones superiores federativas y cambió su nombre por el de Onuba F.C y hace unos pocos años por el de Club Recreativo Onuba…”.
Pero sigamos analizando la aparición del Onuba F.C en la prensa local. Según se anunciaba en la primera nota de prensa que hablaba del Ónuba FC, éste iba a inscribirse en la Federación Sur, o al menos intentarlo: razones de las que la prensa no se hizo eco, pero que nosotros aclararemos, impidieron dicha inscripción, lo que provocó que el Ónuba se inscribiera para la temporada 1932-33 en la Federación Oeste, nuevo nombre que tomó la antigua Federación extremeña al aglutinar también a la provincia de Huelva, precisamente en este momento.

### Onuba FC y Recreativo como una misma entidad
En enero de 1932 la nueva Directiva del ya Onuba FC comunica al Ayuntamiento de Huelva que el pasado 21 de Diciembre se decidió en reunión extraordinaria celebrada en Huelva por la directiva saliente cambiar la denominación del Club Recreativo de Huelva por el de Onuba FC. Todo ello obligado, tal y como se explica en la carta, por imperativo federativo.
Además existen una serie de documentos legales que, por encima de cualquier reseña periodística, ponen de relieve que en realidad el Recreativo y el Onuba FC fueron la misma entidad fundada en 1889. 
La primera de ella, tal y como hemos mencionado en párrafos anteriores es la foto del libro de Registro del Gobierno Civil de Huelva.
Según el artículo 5 del reglamento Orgánico de la federación Española de fútbol de 1932 deja bien claro que para inscribirse en una federación territorial el club debía estar inscrito conforme a la ley de asociaciones de 1887 en el libro registro de la capital.
El entonces Onuba FC se inscribió, una vez se dio de baja de la Federación Regional Sur, en la Federación de Fútbol del Oeste (Extremadura) en 1932 para lo cual a su vez debía estar inscrito en el Gobierno Civil de Huelva.
La conclusión es obvia: Si el Onuba FC hubiera sido un club independiente al Club Recreativo de Huelva entonces el mencionado Onuba FC debía aparecer en un asiento registral de manera independiente al Club Recreativo. Y esto no suecede, es decir, en el libro registro de asociaciones no existe ningún asiento independiente en el que aparezca la denominación Onuba FC, por lo que queda demostrado que el Onuba FC no era una entidad diferente al Recreativo.
Es más, en el asiento registral 696 del Recreativo aparece la denominación Onuba FC, lo cual zanja cualquier polémica ante este asunto. 

Además de esta prueba legal aportamos otra más. Se trata de una carta remitida en 1942 por el entonces denominado Club Recreativo Onuba (El Onuba en 1940 retoma parte de su nombre original, y recupera la palabra "Recreativo") al Gobernador Civil de la provincia de Huelva. En ella se puede leer claramente en los primeros párrafos como legalmente se trataban de la misma sociedad.

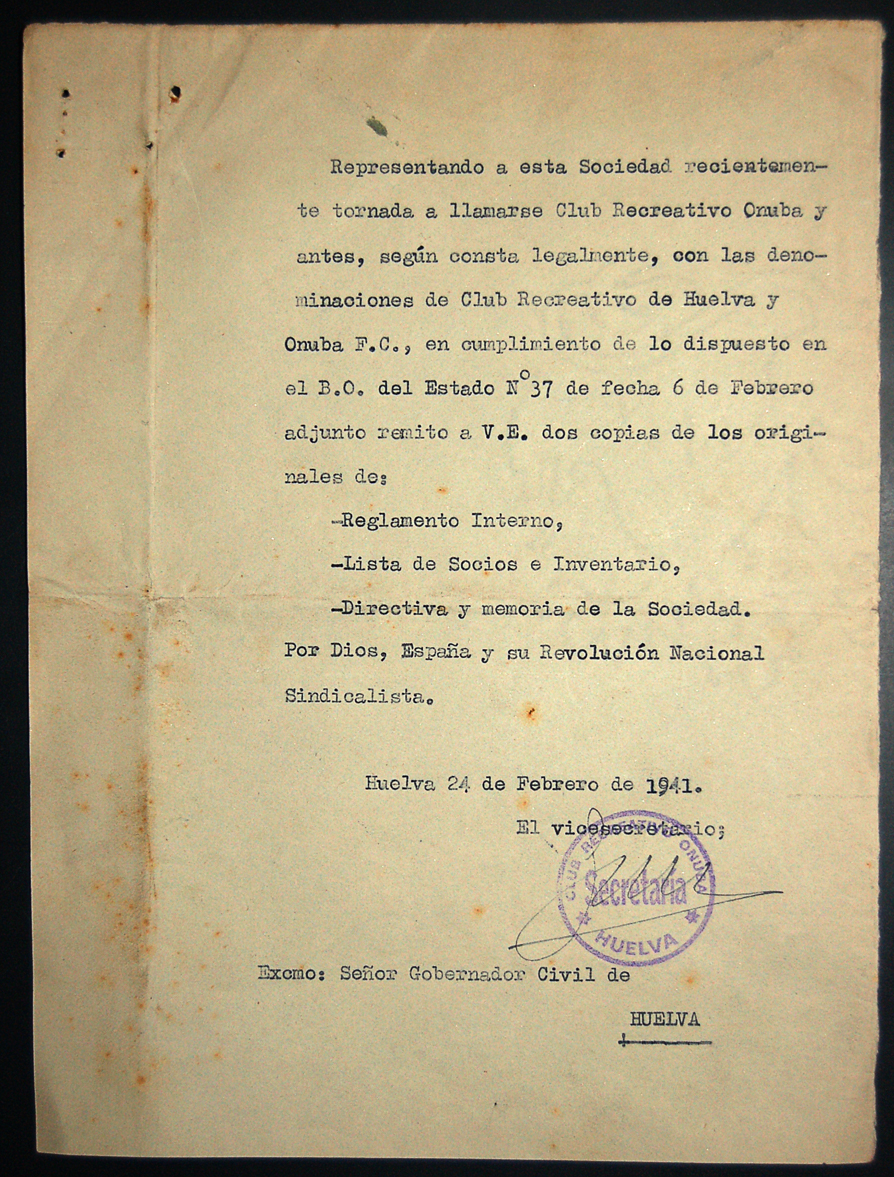
Archivo Histórico Provincial de Huelva.

Creemos que con estas pruebas esto queda debidamente aclarado, y por tanto demostrado que el "Real Club Recreativo de huelva" nunca desaparece, sino que cambia su denominación en 1932, para recuperarla totalmente en 1945.

### El Recreativo obligado a cambiar de nombre
Aunque, a efectos de la demostración de que el Recreativo y el Ónuba FC eran efectivamente la misma sociedad legalmente oficializada en 1889, este apartado tenga una importancia secundaria, expondremos los motivos del cambio de denominación a la luz de los datos que obran en nuestro poder.
Antecedentes:
Tras los incidentes acaecidos en Huelva, el intento de insubordinación y por ende de creación de una federación independiente a la Sur por parte del Recreativo y la sanción antirreglamentaria impuesta por la Sur al Club Onubense está claro que la situación debía ser muy tensa. Por otra parte, por las notas de prensa de la época que aparecen tanto en la prensa local como deportiva nacional, es obvio que tanto el Recreativo como la Regional Sur se ponen en contacto con la FEF. Obviamente el Sr. Cabot, secretario de la Nacional, recibe el informe de la Regional Sur y después recibe la notificación de la sanción impuesta al Recreativo; algo a lo que estaban obligadas todas las Federaciones territoriales a hacer para que dichas sanciones fueran finalmente ratificadas en el Comité Ejecutivo de la FEF, en otras palabras: para que la FEF diera o no el visto bueno a esa sanción. De hecho, hemos repasado las Actas de la FEF en el periodo comprendido entre octubre de 1931 y diciembre de 1932 y es obvio que esta práctica se cumplía a raja tabla pues en ellas se ratificaban sanciones diversas impuestas por varias federaciones territoriales a algunos de sus clubes adscritos a ellas.
¿Qué sucede a partir del 1 de noviembre de 1931?
Para hacer una descripción fidedigna de los hechos la respuesta había que buscarla, obviamente, en las actas de Comité Ejecutivo de la FEF. Una vez analizadas las mismas a partir de octubre de 1931 queda demostrado finalmente que esa sanción impuesta por la Regional Sur NO es ratificada por la FEF, es decir, en las mismas no se indica absolutamente nada a cerca de la sanción de la Federación Sur al Club, y por tanto se deduce fácilmente que el máximo organismo federativo no ratifica dicha sanción, ya que entre otros motivos quedaba patente que la misma era absolutamente antirreglamentaria.
Tan sólo en el acta de 16 de noviembre de 1931 se indica escuetamente que el Recreativo se da de baja de la Regional Sur, pero no se indica nada en absoluto en referencia al cisma generado en la Regional Sur con el caso del Recreativo.
Por tanto ya tenemos dos cosas claras: La primera es que el Recreativo como Club no sufre ninguna sanción Federativa a modo de suspensión de la sociedad o similar, sino que simplemente su baja es aceptada por la FEF. Y la segunda es que la FEF exime al Club de pagar la sanción de 17.000 ptas., ya que la misma no es ratificada, como hemos visto, por la Nacional, tal y como era el proceder habitual para cualquier caso similar.
Pero ¿Iba la FEF a dejar al Recreativo como “vencedor moral” del conflicto y poner así en entredicho la autoridad moral de la Regional Sur frente a sus otros Clubes sabiendo que algunos de estos habían llegado a apoyar la gestación de una federación independiente de la Sur?. Obviamente no. De algún modo, por tanto, el Recreativo de Huelva tenía que pagar su cuota de responsabilidad en este conflicto.
Por tanto la FEF, obligada a proteger y fortalecer la autoridad de la Regional Sur frente a sus Clubes castiga al Recreativo de Huelva suspendiéndole el Nombre durante cinco años tal y como se indica el artículo 37 del Reglamento Orgánico, que era el que, salvando las distancias con el caso estudiado, mejor podía aplicarse.
A la luz por tanto del artículo 37 del Reglamento de la FEF el nombre de “Recreativo” debería llevarse 5 años “embargado” o “retenido” y no podría volver a emplearse hasta pasados esos 5 años desde la salida de su Federación. Este hecho se cumple perfectamente porque entre agosto y septiembre de 1936, como explicaremos y demostraremos seguidamente, la FEF, tras gestiones pertinentes del Club, permite de nuevo el uso de la denominación “Recreativo de Huelva”. Sin embargo la Guerra Civil y los acuerdos adoptados por la nueva Federación Nacional en reunión celebrada en Madrid el 25 de julio de 1939, hacen que los acuerdos adoptados por la anterior FEF después del fatídico 18 de julio de 1936, no tuvieran validez alguna.
Esta suspensión del Nombre de Recreativo de Huelva queda demostrada con el artículo de 18 de agosto de 1945 en el diario Odiel, en el que, el cronista hace un repaso a las vicisitudes históricas del Recreativo. En ese artículo se puede leer textualmente lo siguiente: <<…desde entonces el Club se llamó Real Club Recreativo de Huelva y a ese título estaban ligadas las más salientes victorias de nuestro fútbol local, pero por vicisitudes que no es el caso recordar tuvo que ceder a disposiciones superiores federativas y cambió su nombre por el de Onuba F.C, y hace pocos años por el de Club Recreativo Onuba…>>
Otra de las pruebas que se pueden aportar para demostrar que de alguna manera la FEF obliga al Recreativo a Cambiar de nombre es la carta de 24 de febrero de 1941 que es remitida por el entonces llamado Recreativo Onuba al Gobernador Civil de Huelva, y en la que textualmente se dice que <<…según consta legalmente antes era referida con las denominaciones de Club Recreativo de Huelva y Onuba F.C…>>.
Esta carta pone de manifiesto que el Club, que acometía legalmente los cambios de denominación y así lo hacía constar al Gobierno Civil, por alguna razón el Club tuvo que cambiar su nombre, y ese cambio por ende, no tuvo más remedio que ser motivado por la FEF.
Así pues el Recreativo de Huelva, a finales de 1931, se vio obligado federativamente a cambiar su denominación por la de Onuba F.C. Con esta resolución de la FEF, el Recreativo podría seguir participando en competiciones oficiales (siempre y cuando encontrara una federación territorial que lo aceptase), aunque con el castigo de no poder participar con su nombre histórico. Por la otra parte La Federación Regional Sur saldría ganando en que no vería su autoridad en entredicho para con sus clubes inscritos.
Según se extrae de la primera nota de prensa del Onuba FC, después de que la FEF adoptara las acciones antes detalladas, el Recreativo tiene la intención de inscribirse en la Federación Sur pero con un nombre diferente, el consabido ONUBA FC. Esto finalmente no fructifica dado que se presentan los documentos del Registro Civil con el certificado gubernativo de la sociedad (tal y como obliga el artículo 5º del Regl. Orgánico) y la Regional sur se percata de que se trataba de la misma entidad que el Recreativo. Refrenda esto que decimos el extraño hecho de que un hipotético “nuevo Club” de la provincia de Huelva no sea admitido en la Regional que territorialmente le corresponde, es decir, la Regional Sur. El motivo estaba claro, era la misma entidad que el Recreativo de Huelva.
Visto lo visto, el Recreativo, teniendo claro ya que no volvería al seno de la Regional Sur, busca una nueva Federación Territorial en la que participar con un nombre diferente. El 30 de octubre de 1932 tiene lugar en Badajoz una reunión entre diversos clubes extremeños y el ahora denominado Onuba F.C junto con el secretario de la Nacional (Según se extrae de las propias actas de Comité Ejecutivo de la FEF en octubre y noviembre de 1932, y de las notas de prensa de 16 y 17 de noviembre del diario La Libertad de Badajoz). Finalmente el Onuba F.C queda inscrito en la Federación Regional del Oeste con el visto bueno de la FEF, quién, según se puede extraer de las notas de prensa antes mencionadas, recibe toda la documentación legal de los clubes inscritos en ella.
Ya hemos dicho que haber permitido al Club participar con su histórica denominación sin duda habría sentado un precedente peligroso, pues habría machacado la autoridad de la Sur, así que el nombre elegido por el Club fue el mismo con el que en un principio intentó inscribirse en la Regional Sur: Onuba FC, y con el que ya había disputado durante 1932 algunos partidos amistosos.